# Torymus brachyurus
Torymus brachyurus är en stekelart som beskrevs av Karl Henrik Boheman 1834. Torymus brachyurus ingår i släktet Torymus och familjen gallglanssteklar. Arten är reproducerande i Sverige. Inga underarter finns listade i Catalogue of Life.